# 町場川橋
町場川橋（まちばがわばし）は、福島県相馬市の町場川に架かる常磐自動車道の橋梁である。

## 概要
- 場所 : 福島県相馬市坪田字山田（南相馬鹿島SA-相馬IC間）
- 総延長 : 約100m
- 車線数 : 暫定片側1車線

## 歴史
- 2012年4月8日 : 南相馬IC-相馬IC間開通に伴い供用開始

## 隣の橋梁
久慈川橋 - 夏井川橋 - 木戸川橋 - 井出川橋 - 熊川橋 - 羽黒川橋 - 前田川橋 - 高瀬川橋 - 請戸川橋 - 宮田川橋 - 小高川橋 - 北鳩原川橋 - 新田川橋 - 笹部川橋 - 上真野川橋 - 真野川橋 - 町場川橋 - 宇多川橋
座標: 北緯37度45分31秒 東経140度54分07秒 / 北緯37.75853度 東経140.90183度